# Yun Xiang
Yun Xiang ou Yun Hiang ou Yün Hsiang, de son vrai nom Daosheng, surnom Benchu, nom de pinceau Xiangshan Weng, est un peintre chinois des XVIe et XVIIe siècles, originaire de Wujin (subdivision administrative de la province du Jiangsu en Chine). Il est né en 1586 et mort en 1655.

## Biographie
Peintre de paysages et dessinateur,Yun Xiang peint ses paysages dans les styles de Dong Yuan et de Juran, puis ultérieurement de Ni Zan et Huang Gongwang de la dynastie Yuan. Il est aussi l'auteur d'un traité intitulé Hua Zhi qui est maintenant disparu. Toutefois, il reste de lui quelques inscriptions de peintures, reproduites dans le recueil Yuji Shanfang Wailu, Livre II (in Meishu, vol. 8, pp. 135-151), où l'on trouve différentes réflexions esthétiques et critiques de grande valeur, témoignant d'une pensé originale et profonde.

## Les propos sur la peinture par Yun Xiang et autres peintres[n 1]
- L'unique trait de pinceau

Dans la plus haute antiquité, il n'y a pas de règles; la Suprême Simplicité ne s'est pas encore divisée. Dès que la Suprême Simplicité se divise, la règle s'établit. Sur quoi se fonde la règle? La règle se fonde sur l'Unique Trait de Pinceau. Si loin que vous alliez, si haut que vous montiez, il vous faut commencer par un simple pas. Aussi, l'Unique Trait de Pinceau embrasse-t-il tout, jusqu'au lointain le plus inaccessible et sur dix mille millions de coups de pinceau, il n'en est pas un dont le commencement et l'achèvement ne résident finalement dans cet Unique Trait de Pinceau dont le contrôle n'appartient qu'à l'homme. 
- Pinceau et Encre

Parmi les Anciens, certains « ont le pinceau et l'encre »; d'autres ont le pinceau, mais pas l'encre; et d'autres encore ont l'encre mais pas le pinceau. Ceci provient, non pas de ce que l'aspect des paysages est par lui-même limité, mais bien de l'inégale répartition des dons chez les peintres. 
- Se dépouiller de la vulgarité[n 6]

Pour la stupidité et la vulgarité, la connaissance se présente de même: ôtez les œillères de la stupidité, et vous aurez l'intelligence; empêchez les éclaboussures de la vulgarité, et vous trouverez la limpidité. À l'origine de la vulgarité se trouve la stupidité; à l'origine de la stupidité se trouve l'aveuglement des ténèbres. C'est pourquoi l'homme parfait est capable de pénétration et compréhensif; et de ce qu'il pénètre et comprend, vient qu'il transforme et crée. Il accueille les phénomènes sans qu'ils aient de forme; il maîtrise les formes sans laisser de trace. Il emploie l'encre comme si l'œuvre est déjà accomplie, et il manie le pinceau comme dans un non-agir. Sur la surface limitée d'une peinture, il ordonne le Ciel et la Terre, les monts, les fleuves et l'infinité des créatures, tout cela d'un cœur détachécomme dans le néant. La stupidité une fois éliminée, naît l'intelligence; la vulgarité une fois balayée, la limpidité devient parfaite.